# Покрасс, Дмитрий Яковлевич
Дми́трий Я́ковлевич Покра́сс (1899—1978) — советский композитор, дирижёр, пианист. Народный артист СССР (1975). Лауреат Сталинской премии второй степени (1941).

## Биография
Родился 26 октября (7 ноября) 1899 год в Киеве, в еврейской семье уроженца Городища Якова Моисеевича Покраса (?—1932) и Фаины Львовны Покрасс (в девичестве Магарик, 1868—1968). У него были старшие братья Аркадий (1898—1961, пианист) и Самуил, младший брат Даниил и сестра Изабелла (1908—?). Все четверо братьев Покрасс были композиторами. 
В возрасте восьми лет в поисках заработка исполнял куплеты, отбивал чечётку, гастролируя по городам, впитывая музыку окраин старого Киева, музыку военных оркестров, еврейских свадеб и вечеринок, кинематографов, синагогальных служб и весёлых украинских плясок.

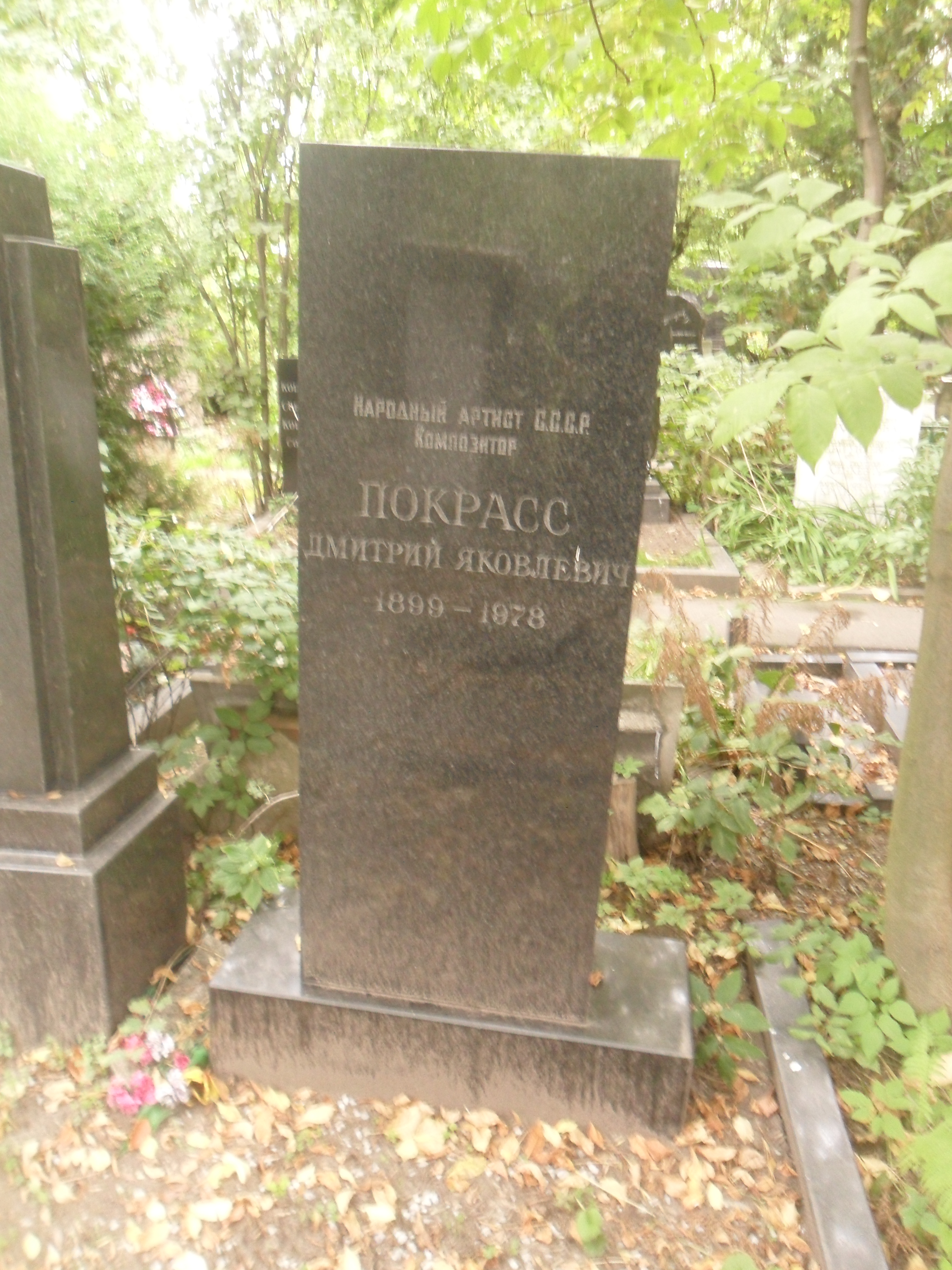
Могила Дмитрия Покрасса на Новодевичьем кладбище Москвы.

В 1914—1917 годах обучался в Петроградской консерватории по классу фортепиано у М. И. Гелевера. Студентом сочинял романсы и песни для артистов варьете. Издал серию романсов «Ирмочка» («Гримасы жизни») с предуведомлением: «Интимные песенки кабаре жанра И. Кремер, А. Н. Вертинского, В. А. Сабинина, В. Я. Хенкина». В музыке романсов копировал стилистические манеры известных салонных артистов, использовал обороты модных танго, тустепа, вальс-бостона. Писал песенки «интимного жанра» для исполнителя В. Шуйского («Стыдливая чайная роза», «Вы улыбнулись мне», «Мичман Джонс», «Танго Долорес», на стихи П. Д. Германа, О. Осенина).
В 1917 году вернулся в Киев, работал аккомпаниатором. В 1918—1919 годах в Ростове-на-Дону работал в эстрадном театре «Кривой Джимми» (вместе со старшим братом Аркадием). В 1919 году написал «Марш Дроздовского полка». В 1919—1921 годах служил в Первой Конной армии. В честь занятия Ростова Первой Конной армией написал песню, получившую всенародную известность, «Марш Будённого» (1920, стихи А. А. Д’Актиля). Однополчанам Первой Конной армии посвятил ещё несколько произведений («Гей-гей, седлай коней», стихи Д. Бедного, кантату «Вперёд», песню-марш «Красные кавалеристы» — обе на стихи С. К. Минина).
С 1923 года жил в Москве, работал в разных жанрах эстрадной музыки. Писал музыку для театров миниатюр и кабаре, в «Альказаре» аккомпанировал Т. Церетели, цыганскому хору, исполнительницам цыганской песни Е. Доберо, О. Варгиной. Пытался преодолеть инерцию эстрадных штампов в романсах на тексты «высокой» поэзии — стихи А. Блока («Я у ног твоих»), И. Северянина («Я чувствую, как падают цветы») и др.
В 1923—1926 годах — главный дирижёр и заведующий музыкальной частью московских театров «Палас» и «Эрмитаж». В 1926—1936 годах — главный дирижёр и заведующий музыкальной частью Московского мюзик-холла.
С 1932 по 1954 год работал в соавторстве с братом Даниилом Покрассом. Братьям принадлежат музыкальная комедия «Шоколадный солдатик» (1926), популярные песни, в том числе «Конноармейская» (из кинофильма «Рабоче-крестьянская», сл. А. А. Суркова, 1936), «Москва майская» (из кинофильма «Двадцатый май», сл. В. И. Лебедева-Кумача, 1937), «Прощание» («Прощальная комсомольская», сл. М. В. Исаковского, 1938), «То не тучи, грозовые облака» (из кинофильма «Я — сын трудового народа», сл. А. А. Суркова, 1938), «Если завтра война» (сл. В. И. Лебедева-Кумача, 1938), «Марш танкистов» и «Три танкиста» (из кинофильма «Трактористы», сл. Б. С. Ласкина, 1939), «Не скосить нас саблей острой» (из кинофильма «Дума про казака Голоту», сл. В. И. Лебедева-Кумача, 1937).
В 1936—1972 годах — художественный руководитель эстрадного оркестра Центрального дома культуры железнодорожников.
Автор около 300 песен, музыки к фильмам, музыки к драматическим спектаклям «Красные дьяволята» (1950), «Конармия» (1950), произведений для скрипки , романсов.
Небольшого роста, тучный, композитор был артистичен и, выступая в роли концертмейстера или дирижёра, неизменно привлекал к себе внимание и завоёвывал симпатии зрителей. На сцене демонстрировал холерический темперамент, бурю эмоций. Никогда не мог сидеть за роялем, а играл стоя, приплясывая и подпрыгивая. Владел роялем мастерски, обладал оригинальной, размашистой и бравурной манерой игры.
Музыка братьев Покрасс яркая, динамичная, прекрасно оркестрованная, несёт большой заряд позитивных эмоций. Мелодии братьев удобны для пения, хорошо запоминаются, одинаково выигрышные для исполнения как певцами, так и духовыми оркестрами. Особенно удачны марши («Марш танкистов», «Марш Будённого», «Москва майская», «Три танкиста» и т. д.)
Член ВКП(б) с 1940 года.
Скончался 20 декабря 1978 года в Москве. Похоронен на Новодевичьем кладбище (участок № 4).

## Творчество

### Песни
- «Марш Сибирского 41-го полка» (сл. П. Баторина, 1919)
- «Марш Будённого» (сл. А. Д’Актиля, 1920)
- «Гей-гей, седлай коней» (сл. Д. Бедного)
- «Красные кавалеристы», песня-марш (сл. С. К. Минина)
- «Шаг за шагом» (сл. П. Германа, 1920)
- «Все в Осоавиахим» (сл. А. Жарова, 1923)
- «Конноармейская» (сл. А. Суркова, 1936)
- «Москва майская» (сл. В. Лебедева-Кумача, 1937)
- «Не скосить нас саблей острой» (сл. В. И. Лебедева-Кумача, 1937)
- «Прощание» («Прощальная комсомольская», сл. М. Исаковского, 1938)
- «То не тучи, грозовые облака» (сл. А. Суркова, 1938)
- «Если завтра война» (сл. В. Лебедева-Кумача, 1938)
- «Марш артиллеристов» (сл. В. Лебедева-Кумача, 1938)
- «Песня о молодости» (сл. В. Лебедева-Кумача, 1938)
- «Песня о луганском слесаре» (сл. В. Гусева, 1938)
- «Вальс с тобой» (сл. Ц. Солодаря, 1939)
- «Бабуся» (сл. В. Лебедева-Кумача, 1939)
- «Марш танкистов»
- «Три танкиста»
- Песня Марьяны и «Харитоша — аккуратный почтальон» (сл. Б. Ласкина, 1939)
- «Принимай нас, Суоми-красавица» (сл. Д’Актиля, 1939/40)
- «Колыбельная» (сл. В. Лебедева-Кумача, 1940)
- «Два друга» (сл. В. Лебедева-Кумача, 1940)
- «Долой фашизм» (сл. А. Прокофьева, 1941)
- «Три брата» (сл. В. Лебедева-Кумача, 1941)
- «Весна на Волге» (сл. С. Алымова, 1943)
- «Сталевар Мазай» (сл. М. Л. Матусовского, 1944)
- «На вахте мира» (сл. М. Матусовского, 1944)
- «Казаки в Берлине» (сл. Ц. Солодаря, 1945)
- «Комсомольская клятва» (сл. П. Градова, 1948)
- «В Кремлёвском Дворце» (сл. Е. А. Долматовского, 1949)
- «Песня студентов» (сл. А. Жарова, 1951)
- «Огни Сахалина» (сл. М. Вершинина, 1953)
- «Мир земле» (сл. А. Жарова, 1954)
- «Жигулевское море» (сл. Э. Вениаминова, 1955)
- «Станция» (сл. С. Острового, 1956)
- «Марш мотопехоты» (сл. Е. Долматовского, 1957)
- «Песня о Ленине» («Берёзка», сл. А. Пришельца, 1960)
- «Говорит Москва» (сл. B. Гусева, 1961)
- «Свет над Байкалом» (сл. М. Вершинина, 1962)
- «Марш Северной группы войск» (сл. А. Пришельца, 1963)
- «Песня о Будапеште» (сл. М. Вершинина, 1964)
- «Голодная степь» (сл. С. Васильева, 1965)
- «Над Татрами» (сл. С. Табачникова, 1968)
- «С тобой моя песня» (сл. С. Гурвича, 1969)
- «Люба, Любушка, Любовь» (сл. П. Градова, 1974)
- «Родной городок» (сл. М. Светлова, 1975)
- «Марш БАМ» (сл. М. Вершинина, 1975)
- «На ученье, как в сраженье» (сл. О. Колычева, 1973)
- «Великий город» («Песня о Москве», сл. А. Пришельца, 1974)
- «Моя армия» (сл. М. Матусовского, 1975)
- «В последнем бою» (сл. А. Жарова, 1975)
- «Комсомольский марш» (сл. С. Табачникова, 1974)
- «Я иду на свиданье с тобой» (сл. П. Градова, 1974)
- «Старое время» (сл. Ф. Лаубе, 1974)
- «Глаза моей отчизны» (сл. Ф. Лаубе, 1974)
- «Осенние ели» (сл. А. Пришельца, 1974).

#### Другие сочинения
- кантата «Вперёд» (сл. С. Минина)
- музыкальная комедия «Шоколадный солдатик» (1926, совм. с Д. Покрассом)

### Фильмография

#### Композитор
- 1937 — Дума про казака Голоту (совм. с Д. Я. Покрассом и С. И. Потоцким)
- 1938 — Если завтра война... (совм. с Д. Я. Покрассом)
- 1939 — Девушка с характером (совм. с Д. Я. Покрассом)
- 1939 — Танкисты (совм. с Д. Я. Покрассом)
- 1939 — Трактористы (совм. с Д. Я. Покрассом)
- 1970 — Монолог (короткометражный) — песня «Дан приказ ему на запад…»

#### Роли
- 1926 — Эх, яблочко, куды котишься — тапёр
- 1941 — Киноконцерт 1941 года

#### Архивные кадры
- 2008 — Жизнь в ритме марша. Сага о Покрассах (документальный)

## Награды и звания
- Заслуженный деятель искусств РСФСР (1957)[3]
- Народный артист РСФСР (1963)
- Народный артист Чечено-Ингушской АССР (1964)
- Народный артист СССР (1975)
- Сталинская премия второй степени (1941) — за музыку к фильмам «Мы из Кронштадта» (1936) и «Если завтра война» (1938)
- Два ордена Трудового Красного Знамени

1. 01.10.1938 — за «заслуги в деле создания ряда боевых советских песен, ставших достоянием широких масс народа»[4]
2. 1969 — на 70-летие.

- Орден Красной Звезды (1943)
- Орден «Знак Почёта» (1947)
- Медаль «За доблестный труд в Великой Отечественной войне 1941—1945 гг.»
- Медаль «За доблестный труд. В ознаменование 100-летия со дня рождения Владимира Ильича Ленина»
- Медаль «В память 800-летия Москвы»
- Золотая медаль имени А. В. Александрова (1973).